# Сичівка (річка)
Сичівка — річка в Ківерцівському районі Волинської області. Ліва притока Путилівки (басейн Дніпра).

## Опис
Довжина 10 км, похил річки — 1,8 м/км. Формується з багатьох безіменних струмків та водойм. Площа басейну 87,4 км².

## Розташування
Бере початок на північно-східній стороні від села Муравище. Тече переважно на північний схід і на околиці села Дубище впадає в річку Путилівку, ліву притоку Горині. 
Населені пункти вздовж берегової смуги: Мощаниця, Путилівка.